# Black Gives Way to Blue (canção)
Black Gives Way to Blue é uma canção da banda de rock americana Alice in Chains. Escrita e interpretada pelo guitarrista/vocalista Jerry Cantrell, é a última faixa do álbum de mesmo nome lançado em 2009. A canção é um tributo ao falecido vocalista da banda, Layne Staley, que morreu em 2002. Elton John também participa da faixa tocando piano e fazendo backing vocal.
Em entrevista à revista inglesa Metal Hammer em 2016, Cantrell revelou que ainda é muito difícil para ele ouvir essa música. A canção foi tocada ao vivo pela última vez em 8 de Outubro de 2010, durante um show do Alice in Chains na KeyArena em Seattle.

## Créditos
- Jerry Cantrell – vocais, guitarra
- Elton John – piano, backing vocals[2]
- Lisa Coleman  – vibrafone[6]